# 지리산 남악제
지리산 남악제는 대한민국 전라남도 구례군 마산면에서 행해지는 제사이다. 2007년 12월 12일 구례군의 향토문화유산 제13호로 지정되었다.

## 개요
신라 37대 선덕왕때 토함산, 지리산, 계룡산, 태백산, 팔공산을 오악이라 했는데, 그 오악 중 지리산을 남악이라 하고 매년 조정에서 제관을 보내어 중사로서 국태민안과 시화연풍을 기원하는 제례를 지내왔다. 이 제례는 고려시대와 조선시대까지 이어져 왔으나 1908년 일제에 의해 폐사되었다가 광복 후 화엄사 일주문 앞에서 다시 제례를 올렸다.  해마다 곡우절(양력 4월 20일)을 전후하여 남악제례, 국악공연 등 지리산 남악제 행사를 하고 있다.